# Gens Manlia
Die gens Manlia (Manlii, deutsch Manlier) war eine der ältesten patrizischen Familien (gentes) im Römischen Reich. Sie trug den Gentilnamen Manlius (weibliche Form Manlia). Am Ende der Römischen Republik war der Zweig der patrizischen  Manlii ausgestorben. Zuvor war der Name auf plebejische Vertreter übergegangen.
Cognomina der Manlii sind Acidinus, Capitolinus, Imperiosus, Torquatus und Vulso.
Bedeutende Mitglieder der Familie sind:
- Gnaeus Manlius, Konsul 480 v. Chr.
- Gaius Manlius, Teilnehmer an der Verschwörung des Catilina
- Gnaeus Manlius Capitolinus Imperiosus, römischer Konsul und Zensor
- Lucius Manlius Acidinus, Prokonsul von Spanien 206–199 v. Chr.
- Lucius Manlius Acidinus Fulvianus, Konsul 179 v. Chr.
- Marcus Manlius Capitolinus, Konsul 392 v. Chr.
- Anicius Manlius Torquatus Severinus Boethius (475/480–524/526), römischer Philosoph, siehe Boethius
- Aulus Manlius Torquatus (Konsul 164 v. Chr.), römischer Politiker, Prätor 167 v. Chr.
- Aulus Manlius Torquatus (Legat 67 v. Chr.), römischer Politiker, Prätor um 70 v. Chr.
- Aulus Manlius Torquatus (Prätor 52 v. Chr.), römischer Politiker
- Aulus Manlius Torquatus Atticus, römischer Politiker, Zensor 247 v. Chr., Konsul 244 und 241 v. Chr.
- Lucius Manlius Torquatus († 47 v. Chr.), römischer Politiker, Konsul 65 v. Chr.
- Lucius Manlius Torquatus (Prätor 49 v. Chr.) († 46 v. Chr.), römischer Politiker und Feldherr

- Titus Manlius Torquatus (Konsul 299 v. Chr.) († 299 v. Chr.), römischer Politiker
- Titus Manlius Torquatus (Konsul 235 v. Chr.) († 202 v. Chr.), römischer Politiker, Konsul 235 v. Chr. und 224 v. Chr.
- Titus Manlius Torquatus (Konsul 165 v. Chr.), römischer Politiker und Gesandter
- Titus Manlius Torquatus (Quastor), römischer Politiker, 1. Jahrhundert v. Chr.
- Titus Manlius Imperiosus Torquatus, römischer Konsul 347 v. Chr.
- Gaius Manlius Valens, Konsul 96 n. Chr.

- Aulus Manlius Vulso (Konsul 474 v. Chr.), römischer Politiker, Decemvir legibus scribundis 451 v. Chr.
- Aulus Manlius Vulso (Konsul 178 v. Chr.), römischer Konsul
- Aulus Manlius Vulso Capitolinus, römischer Konsulartribun 405, 402 und 397 v. Chr.
- Gnaeus Manlius Vulso, Konsul 189 v. Chr.
- Lucius Manlius Vulso (Prätor 218 v. Chr.), römischer Prätor
- Lucius Manlius Vulso (Prätor 197 v. Chr.), römischer Prätor auf Sizilien
- Lucius Manlius Vulso (Gesandter), römischer Politiker, Mitglied einer Senatskommission
- Lucius Manlius Vulso Longus, römischer Konsul 256 und 250 v. Chr.
- Marcus Manlius Vulso, Konsulartribun 420 v. Chr.
- Publius Manlius Vulso (Konsulartribun), Konsulartribun 400 v. Chr.
- Publius Manlius Vulso (Prätor), Prätor von Sardinien 210 v. Chr.
- Quintus Manlius Vulso Capitolinus, Konsulartribun 396 v. Chr.
- Quintus Manlius (Plebejer), Triumvir capitalis 77 v. Chr., Volkstribun 69 v. Chr.